# Honorargutachten
Das Honorargutachten nimmt Stellung zu strittigen Fragen der Anwendung von Honorar- oder Gebührenordnungen, etwa bei strittigen Rechnungen von Ärzten und Zahnärzten, Rechtsanwälten oder Architekten, die nach den Vorschriften der Gebührenordnung für Ärzte (GOÄ), der Gebührenordnung für Zahnärzte (GOZ), dem Rechtsanwaltsvergütungsgesetz (RVG) oder der  Honorarordnung für Architekten und Ingenieure (HOAI) erstellt worden sind.
Ausgangspunkt sind in der Regel unterschiedliche Auffassungen zwischen  Leistungserbringer und Leistungsempfänger über die fachliche Qualität oder Einordnung der zu honorierenden Leistung. Honorargutachten nehmen deshalb regelmäßig zu diesen fachspezifischen Fragen Stellung und sollen so die gerichtliche Auseinandersetzung in einem Zivilprozess vermeiden oder im Wege des Sachverständigenbeweises beenden.
Oft führt auch die unterschiedliche Auslegung der Gebührenordnungen durch Ärzte bzw. Zahnärzte einerseits und private Krankenversicherungen andererseits zu Streit in Abrechnungsfragen. Teilweise sind unklare Formulierungen des Verordnungsgebers in den Gebührenordnungen Anlass für Auslegungsdifferenzen.
Außerhalb eines Gerichtsverfahrens erstellte Honorargutachten werden vom Auftraggeber bezahlt. Oft kann man sie jedoch unentgeltlich vom eigenen Interessenverband anfertigen lassen.

## Strittige Problemfelder
Häufig geht es um folgende strittigen Punkte:
- Auswahl der richtigen Abrechnungsziffer
- Zulässigkeit der Nebeneinanderberechnung mehrerer Abrechnungsziffern
- Nachvollziehbarkeit von Begründungen bei Überschreitung des Durchschnittsmultiplikators
- Angemessenheit des Honorars (§ 3a Abs. 2 RVG)
- Zulässigkeit der Analogleistungsberechnung (§ 6 Abs. 1 GOÄ)
- Medizinische Notwendigkeit der abgerechneten Leistung (§ 1 Abs. 2 GOÄ)
- Einhaltung der Formvorschriften (§ 10 GOÄ)
- Zulässigkeit der Berechnung von Auslagen (§ 3 GOÄ)
- Abgrenzung von notwendigen Leistungen und Verlangensleistungen (§ 1 Abs. 2 GOÄ)
- Plausibilität der Abrechnungsziffern zu den erbrachten Leistungen
- Definition des Leistungsinhalts der berechneten Einzelleistungsziffer
- Abgrenzung der berechenbaren Leistungen beim Greifen des Zielleistungsprinzips
- Angemessenheit der zahntechnischen Laborkosten

## Abrechnungskommentare
Es existieren zahlreiche Abrechnungskommentare, teils von der Bundesärztekammer, der Bundeszahnärztekammer, von den Landesärztekammern, den Landeszahnärztekammern und privaten Kommentatoren. Standardkommentare sind der Kommentar zur Gebührenordnung für Ärzte (GOÄ) von Brück sowie zur Gebührenordnung für Zahnärzte (GOZ) von Kastenbauer/Pillwein/Rat und von Liebold/Raff/Wissing.

## Urteilssammlungen
Sowohl die Ärztekammern und Zahnärztekammern als auch die Privaten Krankenversicherungen (PKV) verfügen über umfangreiche Urteilssammlungen zur Gebührenberechnung.